# Ingram Frizer
Ingram Frizer (Frezer oder Frysar), († 1627 in Eltham) wurde bekannt als Mörder des Dramatikers Christopher Marlowe am Abend des 30. Mai 1593.

## Leben
Über sein Leben ist wenig bekannt. Er war Angestellter von Thomas Walsingham, dem jungen Vetter von Königin Elisabeths Geheimdienstchef Sir Francis Walsingham. Sowohl Francis als auch Thomas Walsingham waren in erheblichem Ausmaß in Geheimdienstaktivitäten verwickelt, und es erscheint wahrscheinlich, dass auch Frizer als Angestellter von Thomas Walsingham Agent war. Er wurde daneben aktenkundig, da er mit Thomas Walsingham und Nicholas Skeres am Betrug eines Drew Woodleff um seine Erbschaft beteiligt war.
Bereits mehrere Jahre vor seinem Mord an Marlowe stand Frizer in Diensten von Thomas Walsingham. Am 18. Mai 1593 war Marlowe wegen vorausgegangener bedrohlicher Plakate und einer drohenden Anklage der Häresie, des Atheismus und der Homosexualität vor den Thronrat geladen worden. Er kam der Vorladung am 20. Mai 1593 nach, wurde aber noch auf freiem Fuß belassen. Zehn Tage später war er dauerhaft von der Bildfläche verschwunden. Über sein Verschwinden bzw. seinen Tod entwickelten sich sowohl während einer längeren Pestepidemie in London als auch über die Jahrhunderte hinweg aus Nichtwissen heraus (“killed in a drunken fight”, “stabd to death by a bawdy Serving man, a rivall of his in his lewde love” etc.) eher groteske Mutmaßungen.
Erst die Entdeckung des in Latein gehaltenen Coroner’s Report im Jahre 1925 durch Leslie Hotson in den Britischen Staatsarchiven führte zu einer erneuten Problematisierung der Umstände von Marlowes Tod. Nach diesem Bericht verbrachte Ingram Frizer zusammen mit Robert Poley, „Nicholas Skeres“ und Christopher Marlowe einen Tag in Deptford in Garten und Haus der Witwe Eleanor Bull, die mit Lord Burghley verwandt war. Aufgrund eines Streits über die Rechnung (“the reckyninge”) habe Frizer in Notwehr den Dolch Marlowes ergriffen und ihn über der rechten Augenbraue unmittelbar tödlich getroffen. Der Untersuchungsrichter der Königin, William Danby, Coroner of the Queen’s Household, erstattete der Königin Bericht. Frizer erhielt in erstaunlich kurzer Zeit am 28. Juni 1593, vier Wochen nach dem Kapitalverbrechen, von der Königin absolutes „Pardon“.
Einige Jahre später, nachdem Jakob I. von England den Thron bestiegen hatte, erhielt Frizer verschiedene Pfründen der Krone durch Vermittlung Audrey Walsinghams (Thomas Walsinghams Ehefrau und Freundin von Königin Anna von Dänemark, der Ehefrau des englischen Königs Jakob I.). Frizer zog in ein Anwesen von Eltham, Kent, wo er bis zu seinem Tode lebte.